# Euseius orcula
Euseius orcula är en spindeldjursart som beskrevs av Khan, Chaudhri och Muhammad Sharif Khan 1992. Euseius orcula ingår i släktet Euseius och familjen Phytoseiidae. Inga underarter finns listade i Catalogue of Life.